# Tesla Supercharger

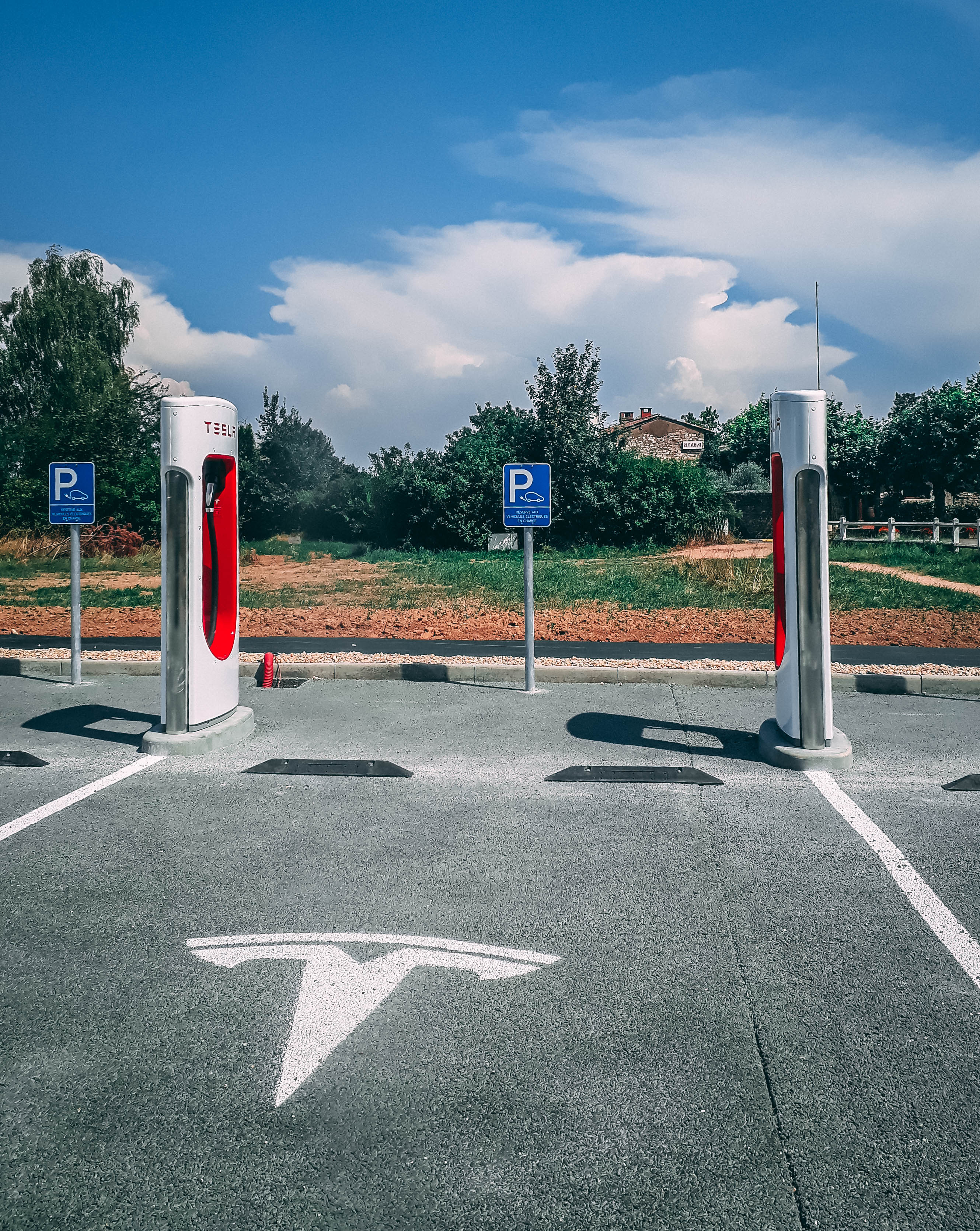
Due stalli in una stazione Tesla Supercharger

Tesla Supercharger è una rete di stazioni di ricarica rapida in corrente continua a 480 V costruita dall'azienda statunitense Tesla ad uso delle auto elettriche da essa prodotte. Dal 2023 Tesla concede per la prima volta a terzi l'utilizzo di questa tecnologia.

## Storia
La rete Tesla Supercharger è stata introdotta a settembre 2012. La Tesla Model S è stata la prima vettura in grado di utilizzare la rete, seguita da Model X, Model 3 e Model Y. La prima versione della Tesla Roadster non è invece predisposta per la ricarica ai Supercharger.
Ogni stallo Supercharger ha un connettore in grado di fornire energia elettrica con potenza fino a 250 kW (versione V3) tramite un collegamento in corrente continua al pacco batterie dell'auto. Dal 2015, il calcolo dei percorsi con fermate ai Supercharger è stato integrato nel sistema di navigazione delle auto Tesla, che in base al percorso da compiere può prevedere in quali stazioni e per quanto tempo fermarsi. Il pagamento dell'elettricità viene addebitato su una carta di credito precedentemente registrata, ma per Model S e Model X acquistate entro il 15 gennaio 2017 il servizio è gratuito per tutta la vita dell'auto. Questa offerta è tornata valida per i due modelli dall'agosto 2019.
Dal 2016 Tesla ha preso provvedimenti finalizzati a rendere la rete utile per effettuare viaggi più lunghi. Se si continua ad occupare uno stallo Supercharger per un certo tempo dopo che la ricarica è stata completata, viene addebitata una tassa di occupazione del terreno pubblico. Alla fine del 2017, Tesla non ha consentito l'utilizzo commerciale della rete di Supercharger.
Ad aprile 2017 Tesla aveva pianificato di espandere la rete a 15 000 stalli, cifra effettivamente raggiunta nel dicembre 2019.
Nel 2023 la BP acquista da Tesla una fornitura di colonnine per potenziare la propria rete di stazioni di ricarica negli Stati Uniti. Si tratta della prima volta che Tesla concede a terzi l'utilizzo della propria tecnologia.

## Tecnologia Supercharger

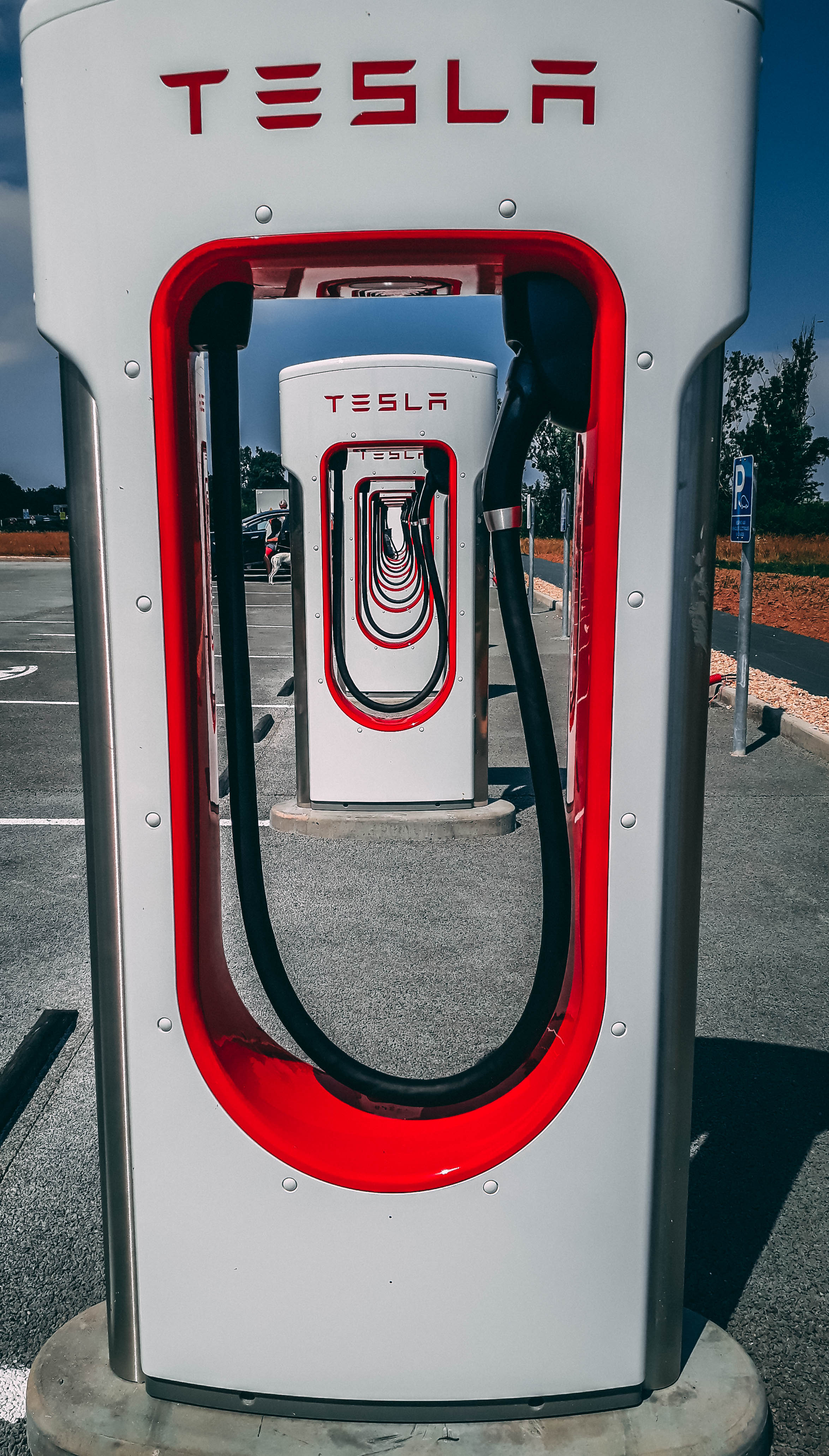
Stalli Tesla Supercharger

Le prime stazioni Supercharger Tesla rilasciavano fino a 150 kW di potenza e condividevano la potenza di ricarica tra due stalli adiacenti nel caso essi fossero entrambi occupati, offrendo quindi una potenza dimezzata; quelle aggiornate alla versione V3 forniscono invece fino a 250 kW di potenza senza più condividere l'energia erogata fra stalli contigui.
Nel settembre 2017, Tesla ha annunciato la disponibilità di Urban Superchargers, più compatti rispetto agli stalli Supercharger standard, così da poter essere impiegati in aree urbane, come parcheggi e garage. Rispetto ai Supercharger standard, hanno una potenza massima erogata di 72 kW, non condivisa tra stalli adiacenti.
Alcune delle stazioni Supercharger Tesla utilizzano pannelli solari per compensare il consumo di energia e fornire ombra ai veicoli parcheggiati. Tesla prevede di installare ulteriori impianti fotovoltaici nelle stazioni Supercharger.

L'hardware di funzionamento è di serie su tutti i veicoli Tesla ad eccezione della Model S con batteria da 60 kWh, per la quale è un optional.

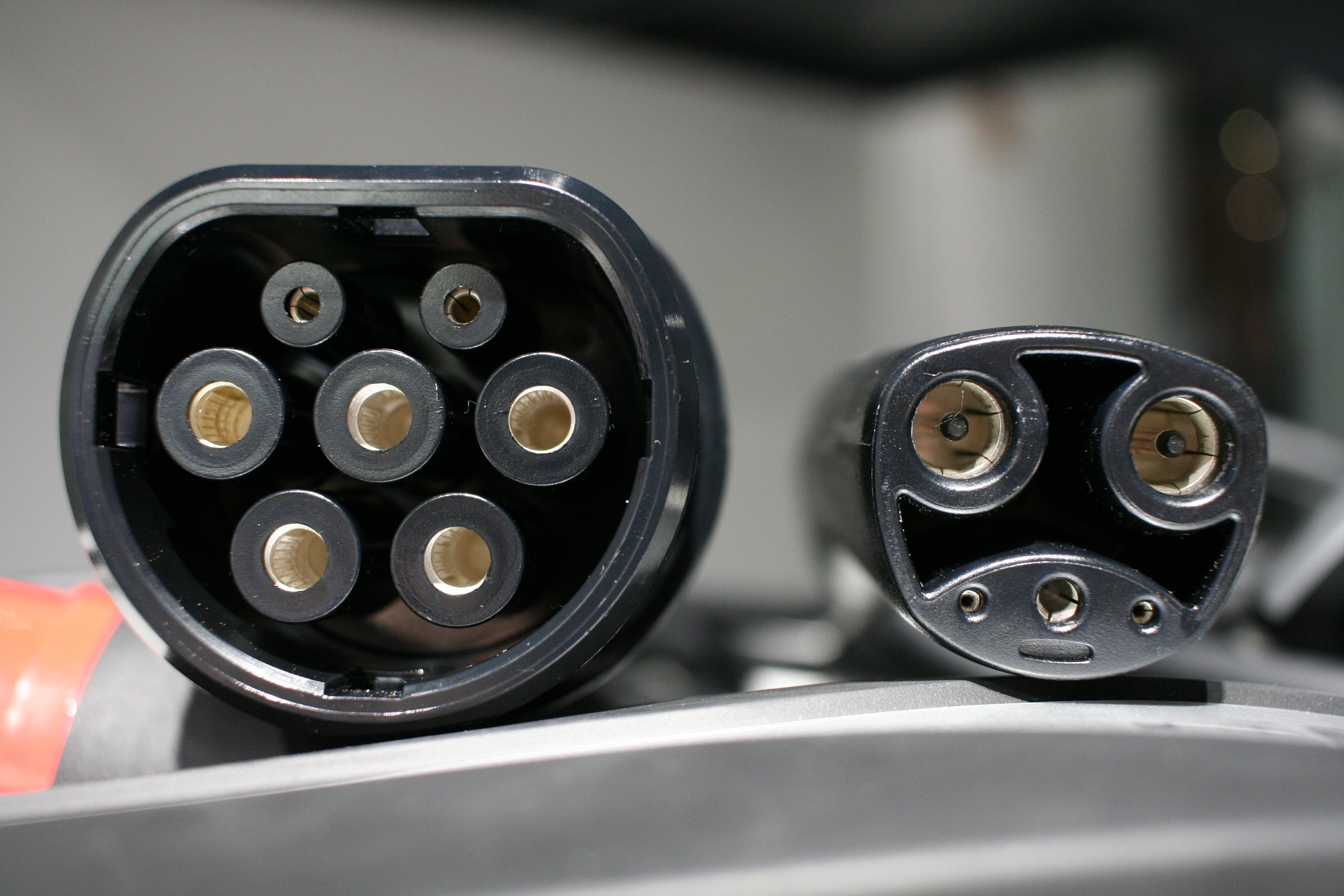
Differenza tra connettori con attacco Type 2 (a sinistra) e nordamericano (a destra).

Nel mercato europeo, Tesla ha utilizzato il connettore standardizzato IEC 62196 Tipo 2 per Model S e Model X. Tesla ha annunciato a novembre 2018 che stava aggiornando tutti i Supercharger nell'UE per aggiungere connettori CCS / Combo2, come connettore aggiuntivo al connettore CC di tipo 2 già esistente. Nello stesso annuncio è stato affermato che questo connettore CCS / Combo2 sarebbe stato il connettore utilizzato per la Model 3, in arrivo l'anno successivo; ciò ha portato alla completa compatibilità con lo standard di ricarica dell'UE. Le esistenti Model S e Model X avranno la possibilità di utilizzare un adattatore per CCS / Combo2 che consente a tali auto di utilizzare anche le infrastrutture pubbliche standard dell'UE. Rimarrà un'incompatibilità con le auto Tesla statunitensi importate (che utilizzano tutti un connettore proprietario Tesla). A partire dal 2017, Tesla è l'unico produttore automobilistico che offre ricarica in corrente continua (CC) in base alla specifica IEC 62196-2. Altri produttori utilizzano lo standard di ricarica IEC 62196-3 Combined Charging System (CCS).

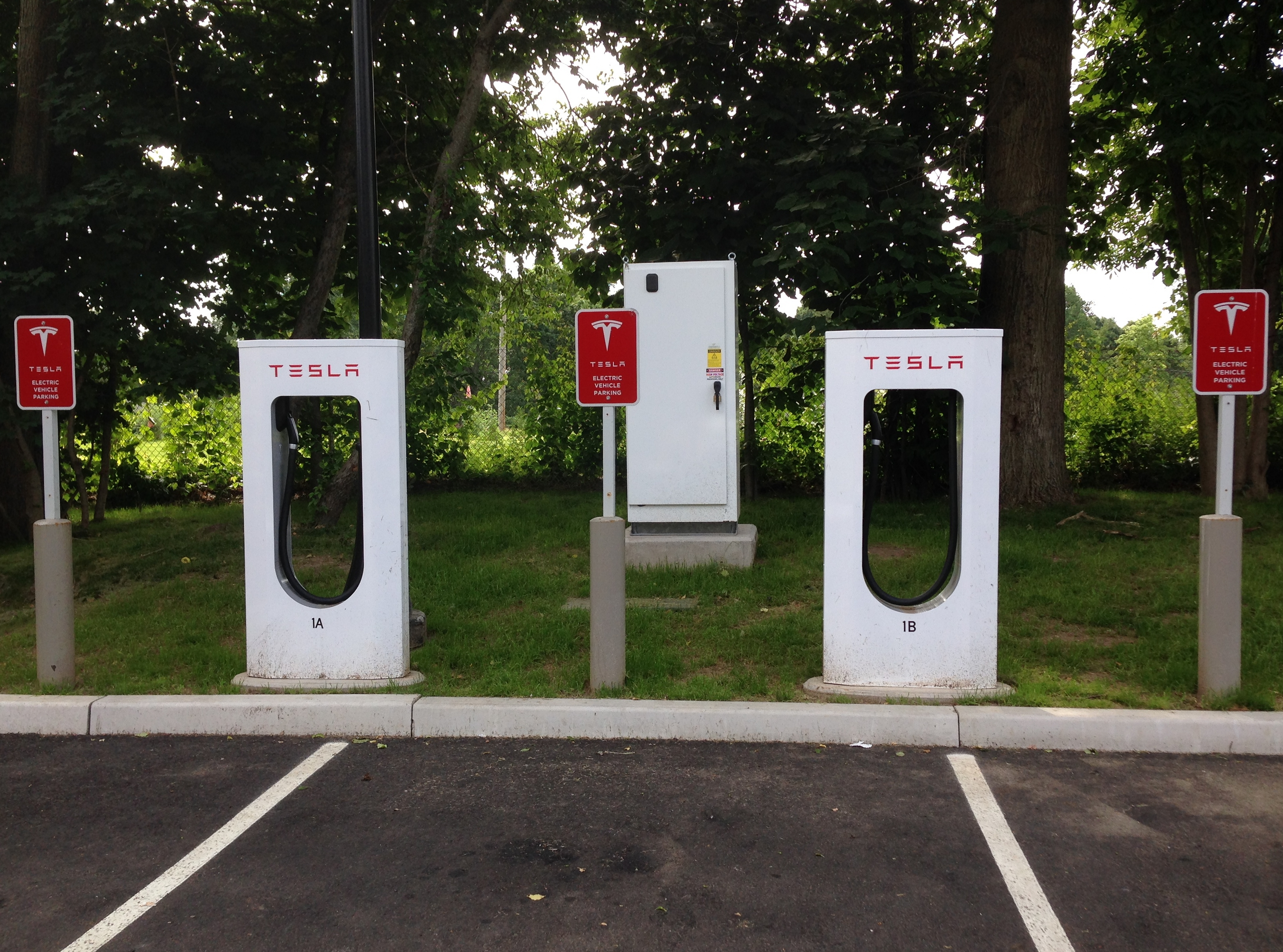
I Supercharger di vecchia generazione sono in grado di erogare solo 105 kW. Ogni cabina alimenta due banchi di ricarica (max 150 kW per auto)

I Supercharger sono sempre stati utilizzabili soltanto dalle auto Tesla; la casa ha più volte dichiarato di essere interessata a trattare con altri produttori riguardo alla condivisione della rete, tuttavia a novembre 2019 non erano stati completati o resi pubblici accordi.
Nel marzo 2023 Tesla ha aperto la prima stazione Supercharger V4 a Harderwijk, nei Paesi Bassi, e ne aprirà altre nella seconda metà del 2023. Tutti i Supercharger V4 presentano un cavo più lungo, che consente a tutti i veicoli elettrici di accedere facilmente. V4 attualmente supporta velocità di picco fino a 250 kW per auto ed è pronta per gli aggiornamenti e le nuove funzionalità disponibili in futuro.

### Controversie
Nel 2016, la Advertising Standards Authority ha stabilito che era opportuno affermare che i Supercharger Tesla sono le stazioni di ricarica con la maggior potenza disponibile nel Regno Unito, respingendo un reclamo di Ecotricity. Sebbene i Supercharger siano tecnicamente capaci di 150 kW, le auto Tesla hanno un limite di potenza di 120 kW, anche se è in corso un aggiornamento che aumenterà tale potenza a 150 kW per la Model 3 Long Range e le versioni da 100 kWh di Model S e Model X. Lo standard cinese GB/T ha un massimo teorico di 180 kW, ma al 2018 nessuna auto aveva una batteria da 500 – 600 V, richiesta per caricare a 180 kW.

## Rete Supercharger
Le stazioni Tesla Supercharger consentono ai veicoli Tesla di essere ricaricati in meno di un'ora e sono spesso posizionati vicino a ristoranti, alberghi o aree di servizio. A luglio 2020 la rete di ricarica conta circa 18.000 stalli in oltre 2000 stazioni nel mondo.

### Europa
All'inizio del 2015, il primo Supercharger europeo è stato aggiornato con un "tetto fotovoltaico" (un posto auto coperto con celle solari sul tetto) a Køge, in Danimarca. Secondo il responsabile dei Supercharger Tesla nei paesi nordici, Christian Marcus, la stazione Supercharger a 12 stalli a Køge ha celle solari da 300 m² con una produzione annua prevista di circa 40 MWh ed è dotato di un proprio sistema di batterie per deposito temporaneo della produzione in eccesso. A differenza di altre stazioni Supercharger europee, Tesla ha acquistato il terreno su cui si trova la stazione Køge. Il 26 aprile 2016 ha aperto la prima stazione in Polonia, a Kostomłoty. Ci sono alcune stazioni Supercharger gestite privatamente come quella aperta il 27 aprile 2016 a Zarechye, in Russia, con 3 stalli.
La prima stazione Supercharger in Italia è stata aperta il 17 settembre 2014 presso l'area di servizio di Dorno dell'autostrada A7 Milano-Genova.
Il 20 dicembre 2019 Tesla ha inaugurato il 500º Supercharger in Europa, a Londra, che è anche il primo dotato di stalli V3 fuori dal Nord America.
La rete europea di Supercharger è progettata per consentire a una Model S di guidare da Capo Nord in Norvegia a Istanbul o Lisbona. A marzo 2020, il Supercharger più vicino a Istanbul è quello di Plovdiv (Bulgaria) e quello più vicino a Lisbona è ad Alcacer do Sal. La mappa dei siti attuali e pianificati comprende tutti i paesi dell'Unione Europea tranne Malta e Cipro; vi sono inclusi tutti i primi 10 Paesi del mondo per tasso di utilizzo della mobilità elettrica.

### Asia-Pacifico
A giugno 2015, Hong Kong ha la più alta densità di Tesla Supercharger al mondo, con otto stazioni per un totale di 54 stalli Supercharger, consentendo alla maggior parte dei proprietari di vetture Tesla di raggiungere un Supercharger in meno di 20 minuti. Altri Superchargers sono presenti in Australia, Cina, Giappone, Macao, Nuova Zelanda, Corea del Sud, e Taiwan.
Tesla prevede inoltre di implementare una rete nazionale di Supercharger in India.

## Tesla Megacharger

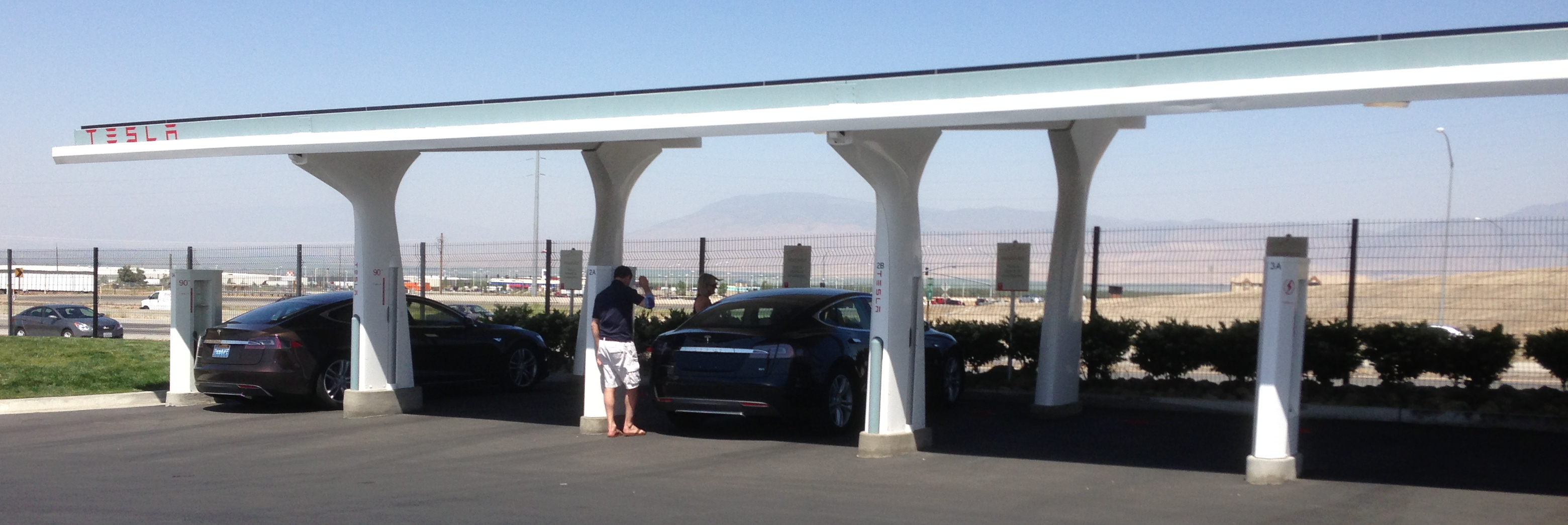
Punto di ricarica rapida Tesla Supercharger a Tejon Ranch, in California. Sul tetto della stazione è presente un impianto fotovoltaico prodotto da Solar City che immette energia nella rete.

Nel novembre 2017, Tesla ha annunciato il "Megacharger", un sistema di ricarica a potenza ancora superiore, durante la presentazione di un prototipo del Tesla Semi, un trattore stradale. Questi camion utilizzeranno la rete Tesla Megacharger per caricare le batterie. Le stazioni della rete Megacharger a energia solare caricherebbero il Tesla Semi di 400 miglia (645 km) in 30 minuti, a fronte di una capacità complessiva di 500 miglia (805 km) del pacco batteria. Per raggiungere tale obiettivo, probabilmente sarà necessaria una potenza di oltre un megawatt.

## Programma Referral
Il programma referral di Tesla consiste in premi e regali per chi acquista un nuovo veicolo utilizzando un codice in possesso di qualcuno che già possiede un'auto Tesla; anche il donatore del codice viene premiato. Nell'arco degli anni le regole di tale programma hanno avuto rilevanti modifiche, e in alcuni casi il premio consisteva in ricariche gratuite presso i Supercharger per un determinato periodo di tempo o quantità di kWh.
A titolo di esempio, a chi nel maggio 2017 acquistava una Tesla Model S o una Tesla Model X utilizzando un codice referral veniva concesso l'uso gratuito ed illimitato dei Supercharger, con un massimo di cinque nuovi acquirenti per ogni codice.

## Progetto per veicoli non Tesla
A novembre 2021 è partito un progetto pilota in via sperimentale in Francia, Paesi Bassi e Norvegia per permettere la ricarica anche di veicoli non Tesla sulla rete Supercharger, con l'obiettivo di espandere la rete e allargarne l'utilizzo anche ai proprietari di veicoli di altri costruttori.